# جمال شباز
جمال شباز (بالإنجليزية: Jamel Shabazz)‏ هو مصور أمريكي، ولد في 1960 في بروكلين في الولايات المتحدة.

## وصلات خارجية
- الموقع الرسمي
- جمال شباز على موقع IMDb (الإنجليزية)
- جمال شباز على موقع قاعدة بيانات الفيلم (الإنجليزية)